# Savignargues
Savignargues – miejscowość i gmina we Francji, w regionie Oksytania, w departamencie Gard.
Według danych na rok 1990 gminę zamieszkiwały 144 osoby, a gęstość zaludnienia wynosiła 52 osoby/km² (wśród 1545 gmin Langwedocji-Roussillon Savignargues plasuje się na 759. miejscu pod względem liczby ludności, natomiast pod względem powierzchni na miejscu 1095.).